# Aegiphila quararibeana
Aegiphila quararibeana là một loài thực vật có hoa trong họ Hoa môi. Loài này được Rueda mô tả khoa học đầu tiên năm 1994.